# Emballonura
Genre
Emballonura est un genre de chauves-souris insectivores. Elles sont principalement répandues en Insulinde et dans les îles du Pacifique.

## Liste des espèces
- Emballonura alecto (Eydoux et Gervais, 1836)
- Emballonura atrata (Peters, 1874)
- Emballonura beccarii (Peters et Doria, 1881 )
- Emballonura dianae (Hill, 1956 )
- Emballonura furax (Thomas, 1911 )
- Emballonura monticola (Temminck, 1838)
- Emballonura raffrayana (Dobson, 1879)
- Emballonura semicaudata (Peale, 1848)
- Emballonura tiavato Goodman, Cardiff, Ranivo, Russel et Yoder, 2006